# Russische Sommer-Meisterschaften im Skispringen 2017
Die russischen Sommer-Meisterschaften im Skispringen 2017 wurden vom 6. bis zum 10. Oktober in Krasnaja Poljana bei Sotschi auf der Schanzenanlage RusSki Gorki ausgetragen. Veranstalter war der russische Skiverband für Skispringen und die Nordische Kombination (FSJNCR). Als Wettkampfleiter fungierte Juri Kalinin, Technischer Delegierter war Ildar Garifullin. Zwar repräsentieren Athleten nach Schul- oder Vereinswechseln vereinzelt zwei Föderationssubjekte, doch treten sie bei den Meisterschaften primär für diejenige subnationale Einheit an, in der sie ihren Trainingsschwerpunkt zu diesem Zeitpunkt hatten. Das erfolgreichste Föderationssubjekt war die Oblast Nischni Nowgorod, die den Doppelmeister der Herren Denis Kornilow in ihren Reihen hatte. Bei den Frauen gewann Irina Awwakumowa das Einzelspringen. Teammeister der Herren wurden die Vertreter der Oblast Moskau.

## Austragungsort
| \| Sotschi \| |
| Sotschi       |

| Sotschi |

## Ergebnis

### Frauen
| Platz | Name                    | Föderationssubjekt      | Weite 1 | Weite 2 | Punkte |
| ----- | ----------------------- | ----------------------- | ------- | ------- | ------ |
| 01.   | Irina Awwakumowa        | Moskau                  | 097,0   | 098,5   | 234,0  |
| 02.   | Anastassija Barannikowa | Region Perm             | 095,5   | 094,0   | 212,6  |
| 03.   | Lidija Jakowlewa        | Sankt Petersburg        | 094,5   | 092,0   | 211,0  |
| 04.   | Alexandra Baranzewa     | Oblast Moskau           | 095,5   | 092,5   | 208,7  |
| 05.   | Sofija Tichonowa        | Sankt Petersburg        | 092,5   | 089,5   | 200,9  |
| 06.   | Stefanija Nadymowa      | Region Perm             | 091,5   | 088,0   | 189,7  |
| 07.   | Marija Jakowlewa        | Sankt Petersburg        | 090,0   | 086,0   | 186,2  |
| 08.   | Alexandra Kustowa       | Oblast Moskau           | 089,0   | 085,0   | 173,8  |
| 09.   | Xenija Kablukowa        | Region Perm             | 087,5   | 083,0   | 169,7  |
| 10.   | Natalja Solowjowa       | Oblast Nischni Nowgorod | 089,0   | 079,5   | 168,6  |

Datum: 7. Oktober 2017
Schanze: Normalschanze K-95
Russische Sommer-Meisterin 2016:  Irina Awwakumowa
Teilnehmerinnen / Föderationssubjekte: 19 / 6
Irina Awwakumowa konnte ihren Meistertitel erfolgreich verteidigen. Sie gewann mit einem deutlichen Vorsprung vor Anastassija Barannikowa, die 1,6 Punkte Vorsprung auf die drittplatzierte Lidija Jakowlewa hatte.

### Männer

#### Normalschanze
| Platz | Name                | Föderationssubjekt      | Weite 1 | Weite 2 | Punkte |
| ----- | ------------------- | ----------------------- | ------- | ------- | ------ |
| 01.   | Denis Kornilow      | Oblast Nischni Nowgorod | 101,5   | 094,5   | 241,1  |
| 02.   | Alexander Baschenow | Oblast Sachalin         | 098,5   | 096,0   | 240,5  |
| 03.   | Michail Nasarow     | Moskau                  | 096,0   | 097,5   | 236,1  |
| 04.   | Roman Trofimow      | Oblast Nischni Nowgorod | 098,0   | 094,5   | 235,3  |
| 05.   | Iwan Lanin          | Oblast Nischni Nowgorod | 096,0   | 095,0   | 233,4  |
| 06.   | Ilmir Chasetdinow   | Oblast Moskau           | 097,5   | 094,0   | 232,0  |
| 07.   | Dmitri Wassiljew    | Oblast Moskau           | 097,5   | 091,5   | 227,0  |
| 08.   | Kirill Kotik        | Oblast Moskau           | 096,0   | 092,0   | 223,5  |
| 09.   | Wadim Schischkin    | Oblast Swerdlowsk       | 095,5   | 091,0   | 222,3  |
| 10.   | Denis Wesselow      | Oblast Sachalin         | 094,5   | 093,5   | 221,7  |

Datum: 7. Oktober 2017
Schanze: Normalschanze K-95
Russischer Sommer-Meister 2016:  Dmitri Wassiljew
Teilnehmer / Föderationssubjekte: 63 / 12
In einem knappen Wettkampf setzte sich Denis Kornilow mit nur 0,6 Punkten Vorsprung gegen Alexander Baschenow durch. Michail Nasarow, der nach dem ersten Durchgang noch auf Rang acht lag, sprang mit der besten Leistung im Finaldurchgang noch auf den Bronzerang vor.

#### Großschanze
| Platz | Name                | Föderationssubjekt      | Weite 1 | Weite 2 | Punkte |
| ----- | ------------------- | ----------------------- | ------- | ------- | ------ |
| 01.   | Denis Kornilow      | Oblast Nischni Nowgorod | 133,5   | 137,5   | 248,7  |
| 02.   | Ilmir Chasetdinow   | Oblast Moskau           | 132,5   | 132,5   | 244,0  |
| 03.   | Dmitri Wassiljew    | Oblast Moskau           | 135,5   | 137,0   | 234,6  |
| 04.   | Roman Trofimow      | Oblast Nischni Nowgorod | 134,0   | 131,0   | 230,2  |
| 05.   | Alexei Romaschow    | Sankt Petersburg        | 127,0   | 134,5   | 230,0  |
| 06.   | Alexander Baschenow | Oblast Sachalin         | 130,5   | 130,0   | 226,7  |
| 07.   | Michail Nasarow     | Moskau                  | 129,0   | 128,0   | 219,1  |
| 08.   | Denis Wesselow      | Oblast Sachalin         | 121,5   | 127,5   | 215,7  |
| 08.   | Nikita Towkes       | Oblast Nischni Nowgorod | 122,0   | 130,0   | 215,7  |
| 10.   | Kirill Kotik        | Oblast Moskau           | 125,5   | 124,0   | 214,3  |

Datum: 9. Oktober 2017
Schanze: Großschanze K-125
Russischer Sommer-Meister 2016:  Dmitri Wassiljew
Teilnehmer / Föderationssubjekte: 50 / 11
Denis Kornilow, der am Vortag bereits die Qualifikation gewann, setzte sich auch von der Großschanze durch und wurde Doppelmeister. Dabei war besonders sein zweiter Sprung auf 137,5 Meter entscheidend, mit dem er sich noch an dem nach dem ersten Durchgang führenden Ilmir Chasetdinow vorbeischob. Dmitri Wassiljew zeigte zwar zwei Weite Sprünge, doch bekam er aufgrund sehr guter Windverhältnisse sowie aufgrund einer missglückten Landung im Finaldurchgang einige Punkte abgezogen.

#### Team
| Platz | Team                       | Namen                                                               | Weite 1                 | Weite 2                 | Punkte |
| ----- | -------------------------- | ------------------------------------------------------------------- | ----------------------- | ----------------------- | ------ |
| 01.   | Oblast Moskau              | Nikolai Matawin Kirill Kotik Ilmir Chasetdinow Dmitri Wassiljew     | 132,0 129,5 130,5 128,0 | 131,5 125,0 128,0 135,0 | 900,7  |
| 02.   | Oblast Nischni Nowgorod I  | Michail Maximotschkin Nikita Towkes Roman Trofimow Denis Kornilow   | 129,5 123,0 129,0 135,0 | 123,5 129,5 134,5       | 896,5  |
| 03.   | Oblast Nischni Nowgorod II | Maxim Migatschew Alexander Schuwalow Sergei Schulajew Iwan Lanin    | 114,5 120,5 119,0       | 118,5 122,0 122,5 118,0 | 741,7  |
| 04.   | Republik Tatarstan         | Artjom Redschepow Danil Sadrejew Maxim Sergejew Alexander Loginow   | 117,5 121,5 120,5 112,5 | 119,5 122,5 123,5 116,5 | 738,6  |
| 05.   | Oblast Sachalin            | Nikita Loboda Alexander Chalesow Denis Wesselow Alexander Baschenow | 108,0 119,5 121,0 126,5 | 111,5 118,5 116,5 128,0 | 730,3  |

Datum: 10. Oktober 2017
Schanze: Großschanze K-125
Russischer Sommer-Meister 2016:  Oblast Nischni Nowgorod
Teilnehmende Teams / Föderationssubjekte: 10 + 2 / 8
Weitere Platzierungen:

06. Platz:  Sankt Petersburg

07. Platz:  Region Perm I

08. Platz:  Region Perm II

09. Platz:  Oblast Swerdlowsk

10. Platz:  Moskau

a.K.: Gemischtes Team

a.K.: Gemischtes Team II
In einem knappen Wettbewerb setzte sich das Team aus der Oblast Moskau, das aus drei ehemaligen Athleten der Republik Baschkortostan sowie einem ehemaligen Springer der Oblast Kirow bestand, gegen den Titelverteidiger aus der Oblast Nischni Nowgorod durch. Auch das Rennen um den dritten Rang gestaltete sich spannend. Schließlich konnte das zweite Team der Oblast Nischni Nowgorod Bronze gewinnen.

## Medaillenspiegel
| Platz | Föderationssubjekt      |   |   |   |    |
| ----- | ----------------------- | - | - | - | -- |
| 1     | Oblast Nischni Nowgorod | 2 | 1 | 1 | 4  |
| 2     | Oblast Moskau           | 1 | 1 | 1 | 3  |
| 3     | Moskau                  | 1 | 0 | 1 | 2  |
| 4     | Region Perm             | 0 | 1 | 0 | 1  |
|       | Oblast Sachalin         | 0 | 1 | 0 | 1  |
| 6     | Sankt Petersburg        | 0 | 0 | 1 | 1  |
| Total | Total                   | 4 | 4 | 4 | 12 |